# Battaglia di Navarro
La battaglia di Navarro fu uno scontro armato avvenuto il 9 dicembre 1828 nell'ambito delle guerre civili argentine tra l'esercito unitario guidato da Juan Lavalle e le truppe dei federales comandate da Manuel Dorrego; quest'ultimo, eletto governatore della provincia di Buenos Aires, era stato deposto il 1º dicembre 1828 dal suo avversario.
La battaglia si risolse con la completa sconfitta di Dorrego, che pochi giorni dopo lo scontro fu catturato da alcuni ufficiali infedeli e consegnato a Lavalle, che ordinò la sua fucilazione.

## Antefatti
Dopo le dimissioni del presidente Bernardino Rivadavia e la conseguente dissoluzione del governo nazionale, a Buenos Aires il capo del Partito Federale, Manuel Dorrego, fu eletto governatore della provincia. In questo ruolo si trovò presto costretto a trovare una soluzione alla guerra argentino-brasiliana; dopo una serie di sondaggi preliminari, costretto dall'anarchia interna e dalle pressioni britanniche, Dorrego firmò la pace con l'Impero del Brasile, accordando l'indipendenza alla Provincia Orientale, divenuta Repubblica Orientale dell'Uruguay.
Le elezioni per il rinnovo dei rappresentanti del 4 maggio 1828 si svolsero in un clima di scontri e, dopo essere state annullate, furono ripetute e vinte da esponenti federales. Gli unitarios si convinsero così a tentare una sollevazione, attraendo nelle loro file gli ufficiali dell'esercito nazionale, ai quali la pace con il Brasile sembrò un tradimento delle vittorie ottenute sul campo; alla testa della cospirazione si pose Juan Lavalle, comandante dell'esercito nazionale rientrato dalla campagna di guerra. La notte del 30 novembre, un giorno dopo lo sbarco in città del primo corpo dell'esercito repubblicano, i cospiratori si riunirono e all'alba del giorno seguente dislocarono le truppe nei punti nevralgici della città; Lavalle indisse una riunione nella quale i convenuti lo nominarono governatore provvisorio. A Dorrego non rimase che fuggire da Buenos Aires.

## La battaglia
Il governatore deposto riparò nelle campagne attorno a Buenos Aires, dove si ricongiunse con le milizie rurali della provincia, comandate da Juan Manuel de Rosas. Quest'ultimo sconsigliò di scendere in battaglia e propose di cercare l'appoggio di Estanislao López, caudillo di Santa Fe, ma non fu ascoltato da Dorrego. Deciso ad impedire la formazione di un'opposizione armata che potesse compromettere la rivoluzione, Lavalle radunò il 6 dicembre un corpo di veterani della guerra contro il Brasile e uscì dalla città per intercettare Dorrego, che nel frattempo si dirigeva verso nord per congiungersi con un reggimento di cavalleria guidato da un suo leale alleato, il colonnello Ángel Pacheco.
Pur disponendo di truppe di miliziani disorganizzati e privi d'esperienza, il governatore deposto decise di attendere l'arrivo del nemico. Il 9 dicembre i due schieramenti si affrontarono nei pressi del villaggio di Navarro. Lavalle dispose la sua cavalleria su cinque colonne; l'attacco provocò la dispersione immediata delle truppe dei federales, che furono inseguite e colpite senza pietà.

## Conseguenze
Rosas, uscito dalla battaglia, si rifugiò immediatamente a Santa Fe protetto dal governatore López; Dorrego invece fuggì verso nord cercando di ricongiungersi con il reggimento di Pacheco. Alcuni ufficiali di questo corpo però si sollevarono al proprio comandante e, dopo aver circondato la fattoria nella quale si era rifugiato il governatore deposto, lo catturarono e lo consegnarono a Lavalle. Il vincitore di Navarro ordinò la fucilazione dell'avversario, che fu eseguita il 13 dicembre 1828.
Il governo di Lavalle a Buenos Aires non durò molto: il 26 aprile 1829 Rosas e López lo sconfissero a Puente de Márquez, costringendolo ad un accordo con i vincitori. Il governo provvisorio instaurato a Buenos Aires in seguito al patto non fu in grado di proteggerlo dalle ambizioni di Rosas, che prese il potere, costringendolo a fuggire a Montevideo.